# Chapelle Sainte-Geneviève d'Auteuil
La chapelle Sainte-Geneviève d'Auteuil est un édifice religieux situé au 18 rue Claude-Lorrain dans le 16e arrondissement de Paris, en France.

## Histoire
Cette chapelle est construite en 1902 dans un style néo-roman.

## Description
Cette chapelle, de plan basilical, est dotée d'un mur pignon surmonté d'un clocheton. Elle comprend trois vaisseaux (toiture à double pente pour le vaisseau central et en terrasse pour les deux autres).

Extérieur
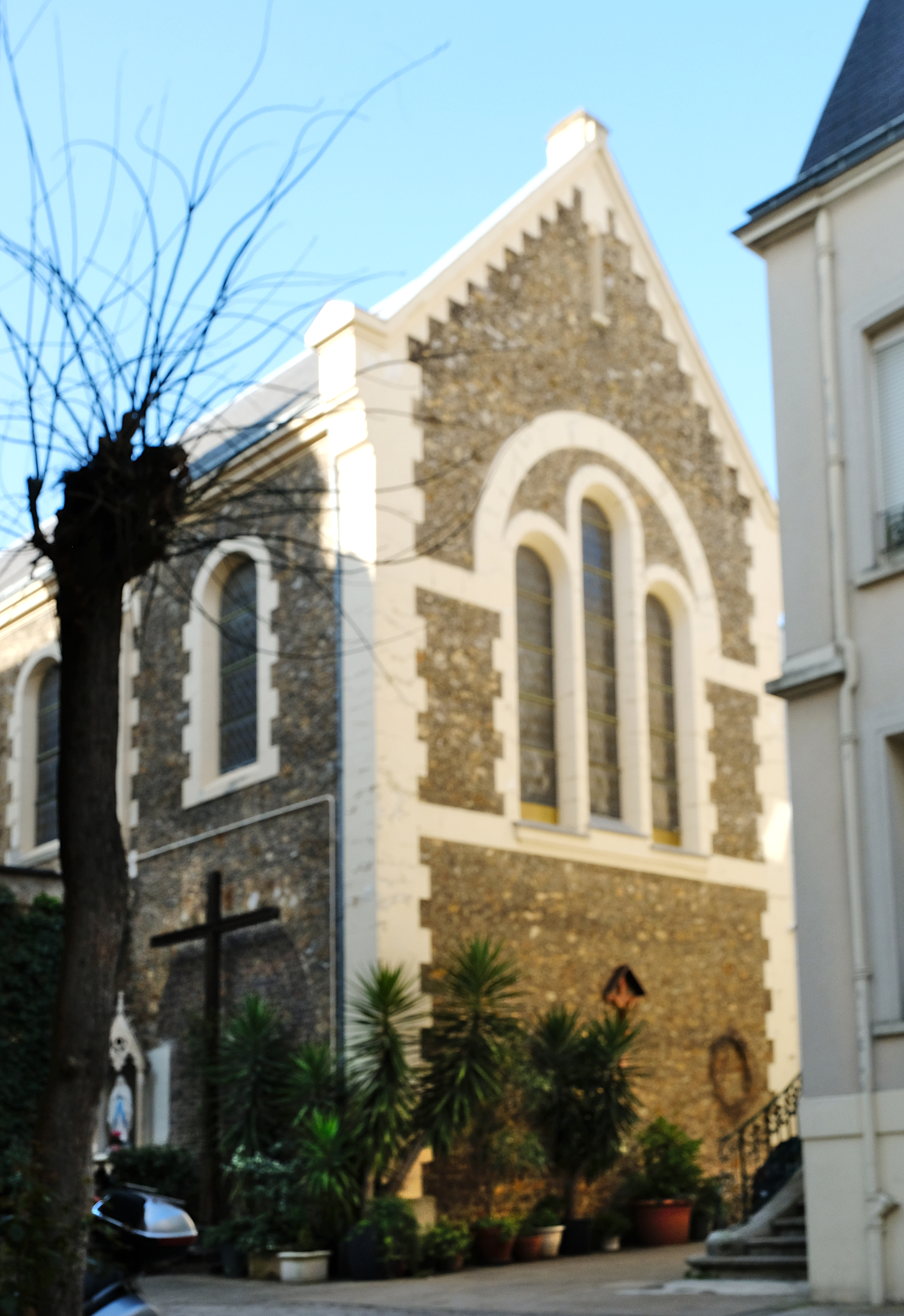
Chevet.
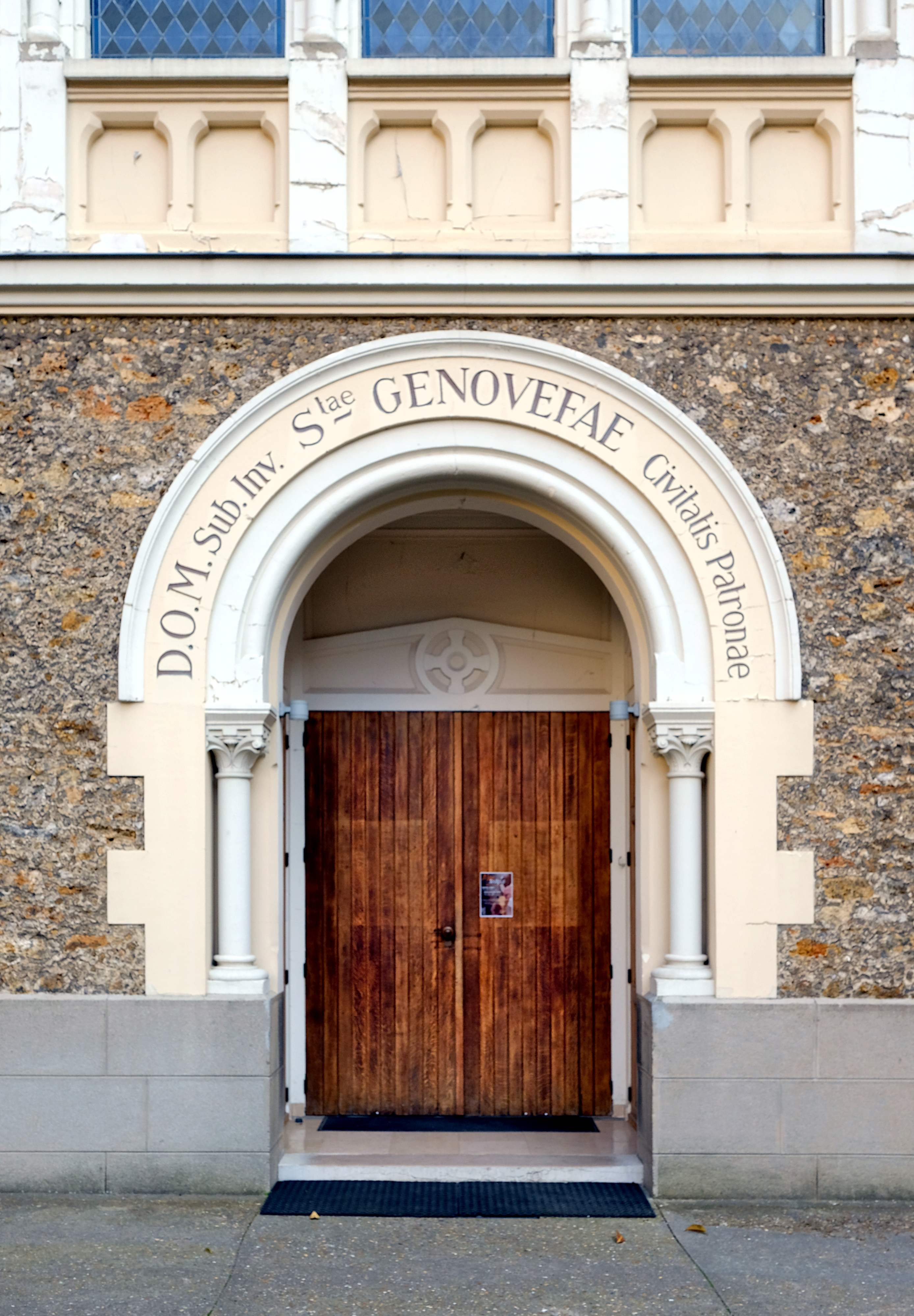
Porte d'entrée.
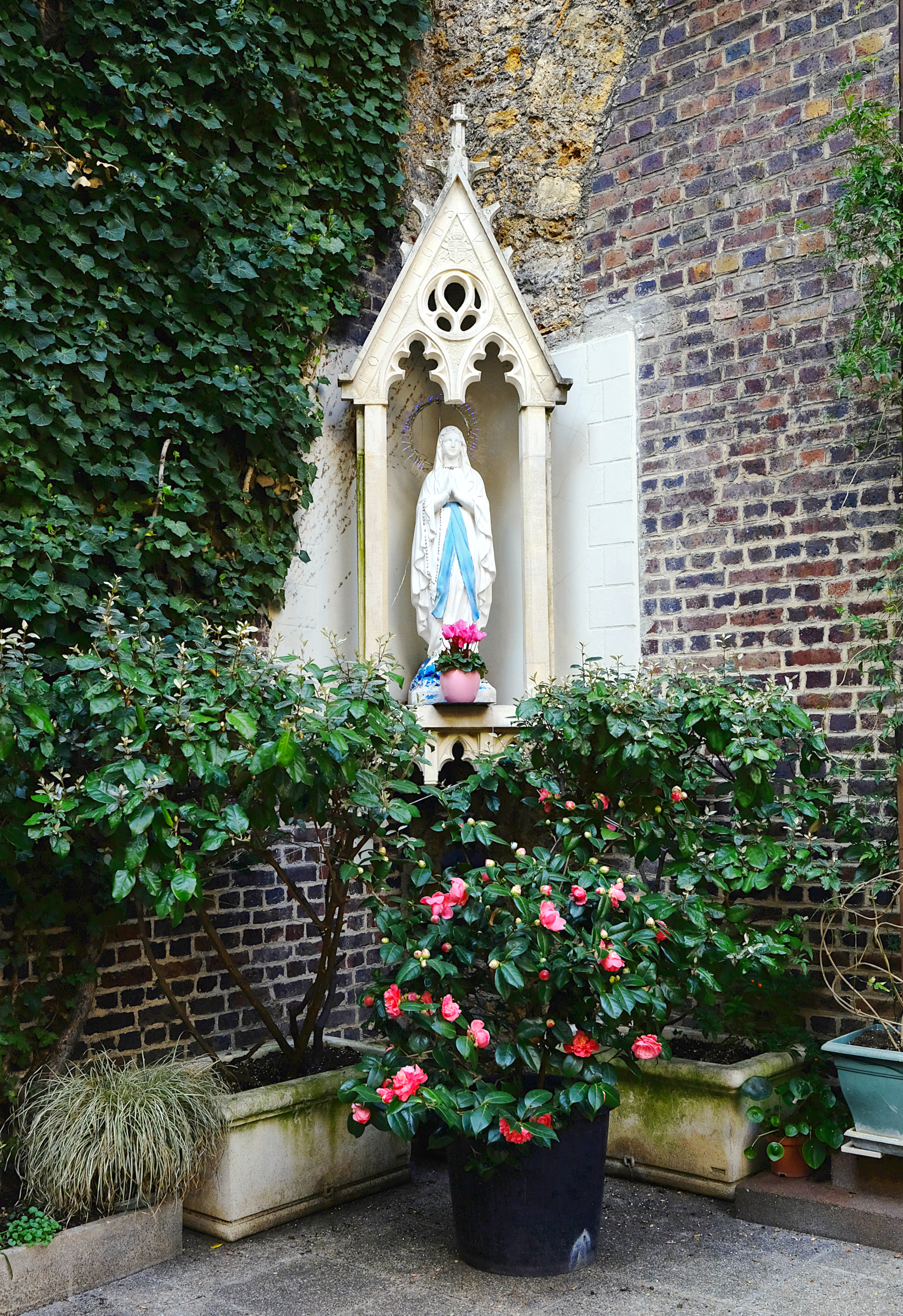
Niche avec une statue de la Vierge.
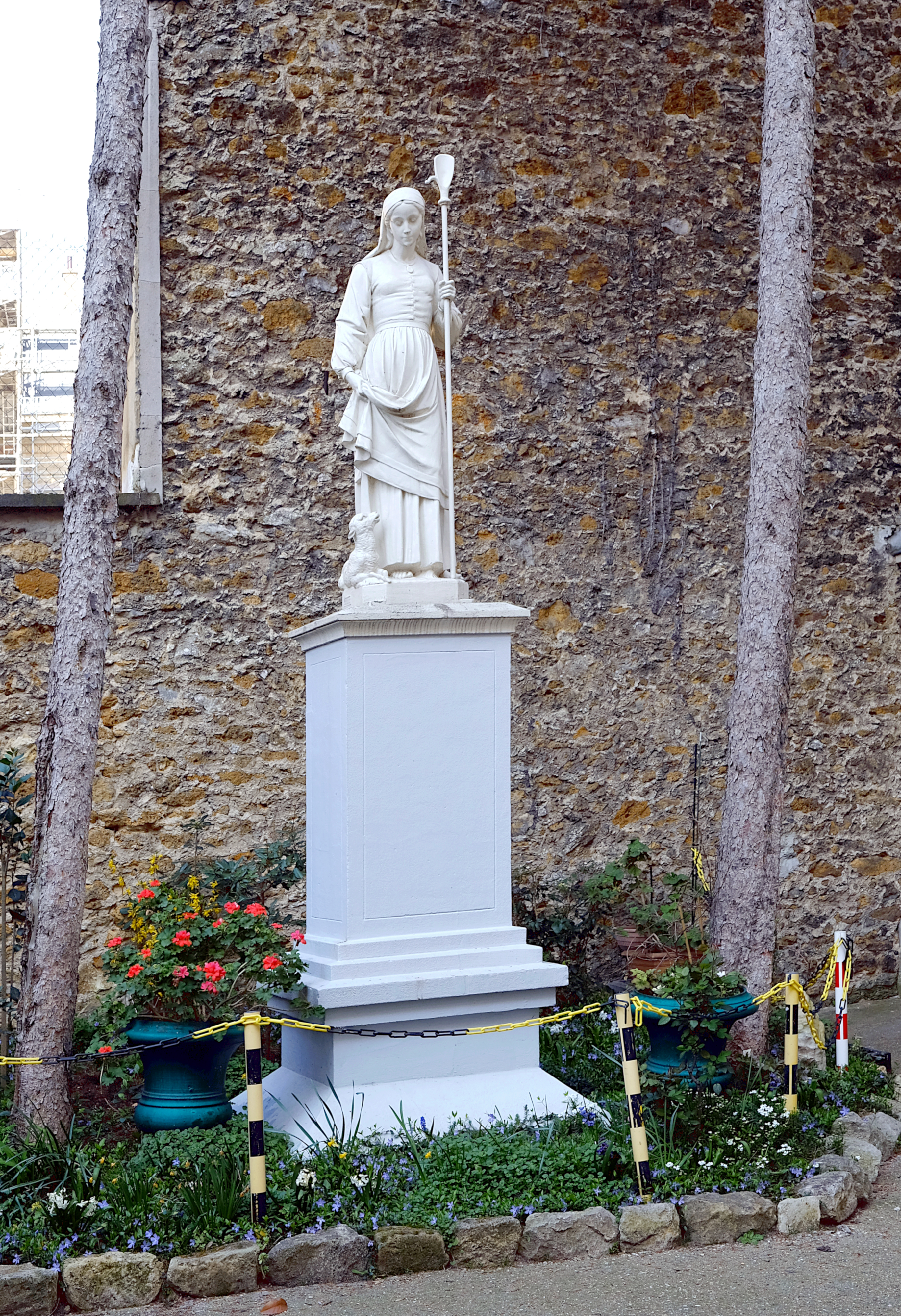
Statue de sainte Geneviève.

Des baies éclairent le chevet et le portail tandis que de petites fenêtres parcourent les collatéraux.

Intérieur
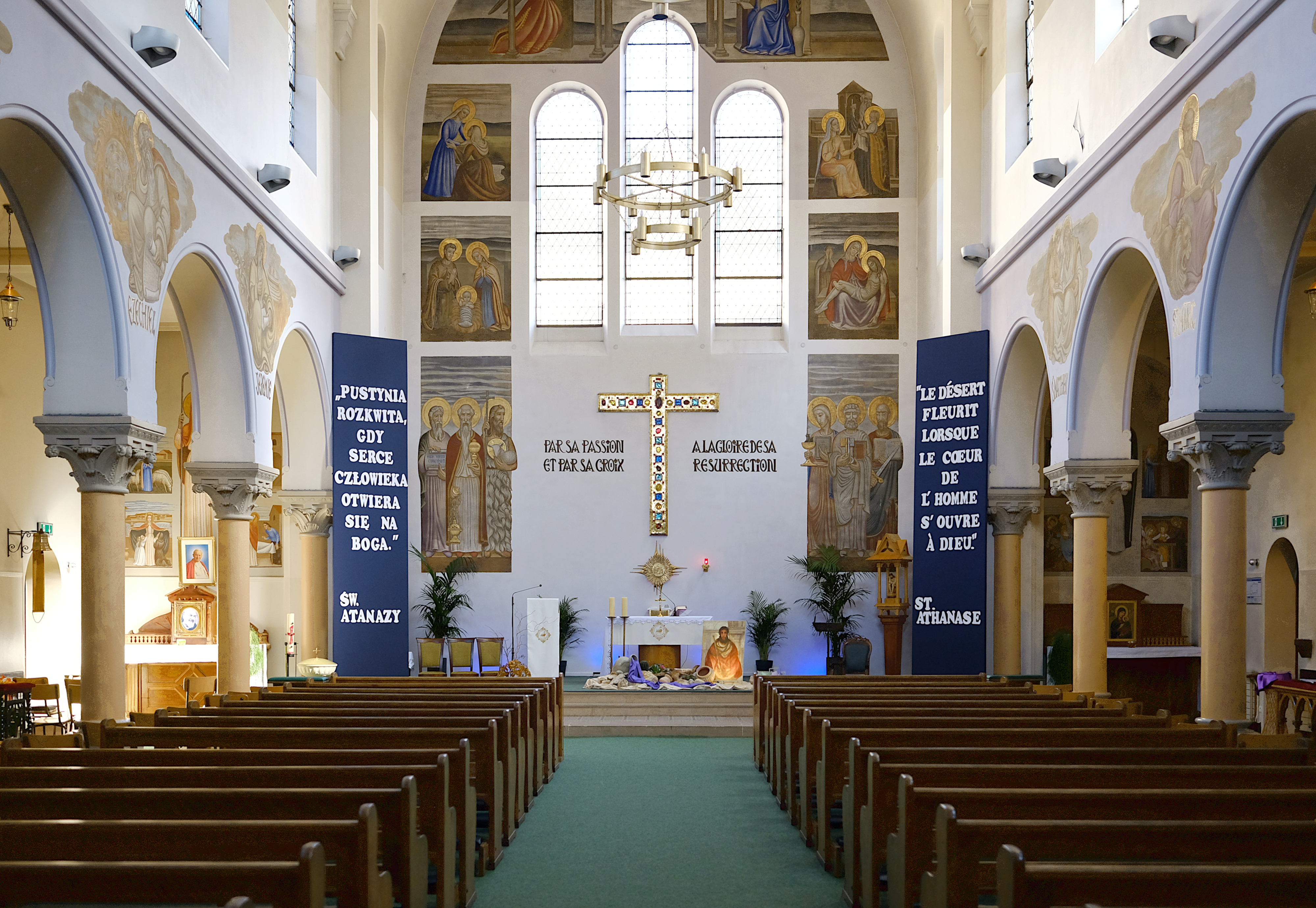
Nef (vers l'autel).
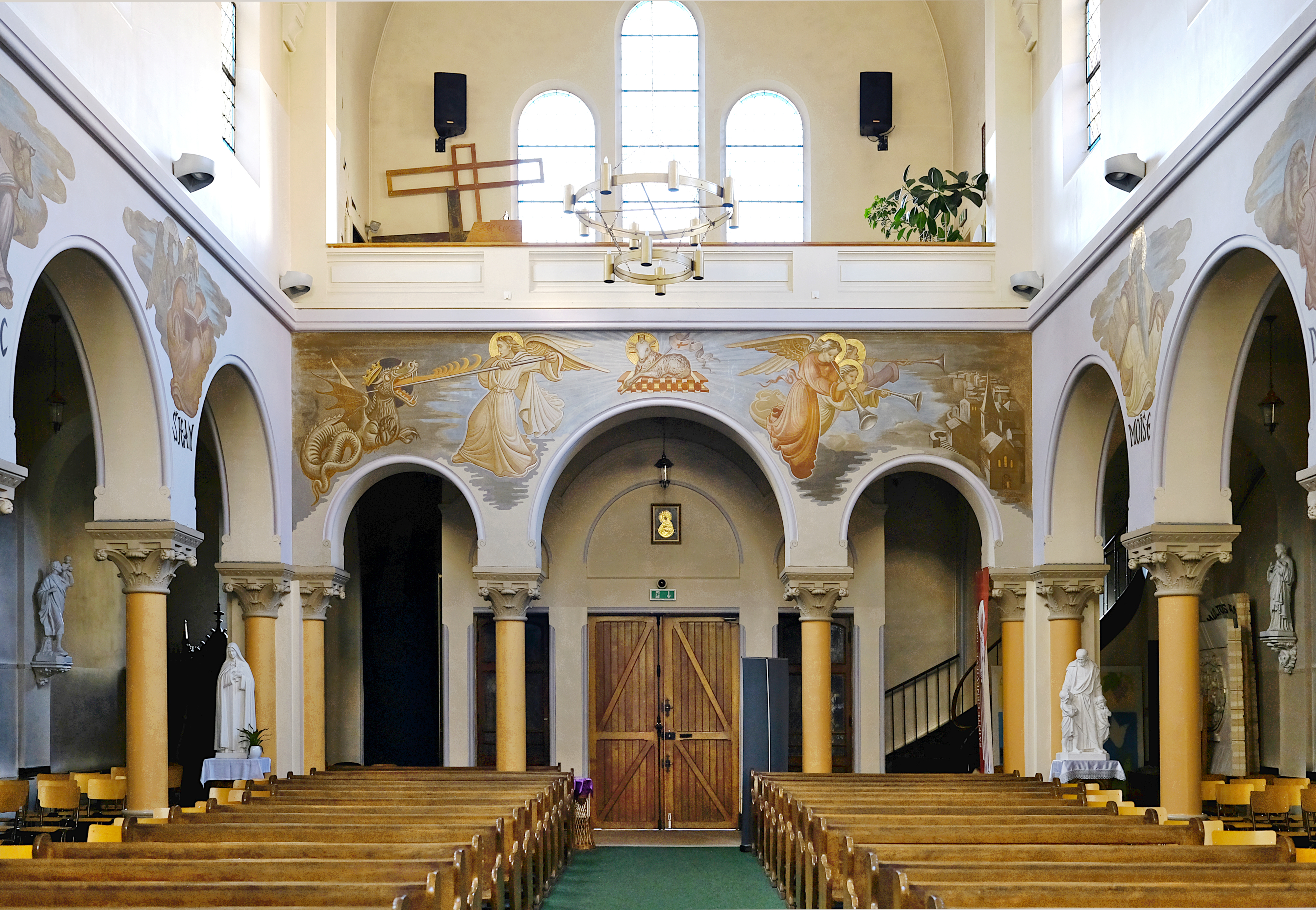
Nef (vers l'entrée).

Des peintures murales des années 1940 décorent l'édifice, présentant des épisodes des vies de la Vierge, de saint Joseph et de sainte Geneviève, ainsi que des évangélistes et des prophètes.

Décorations
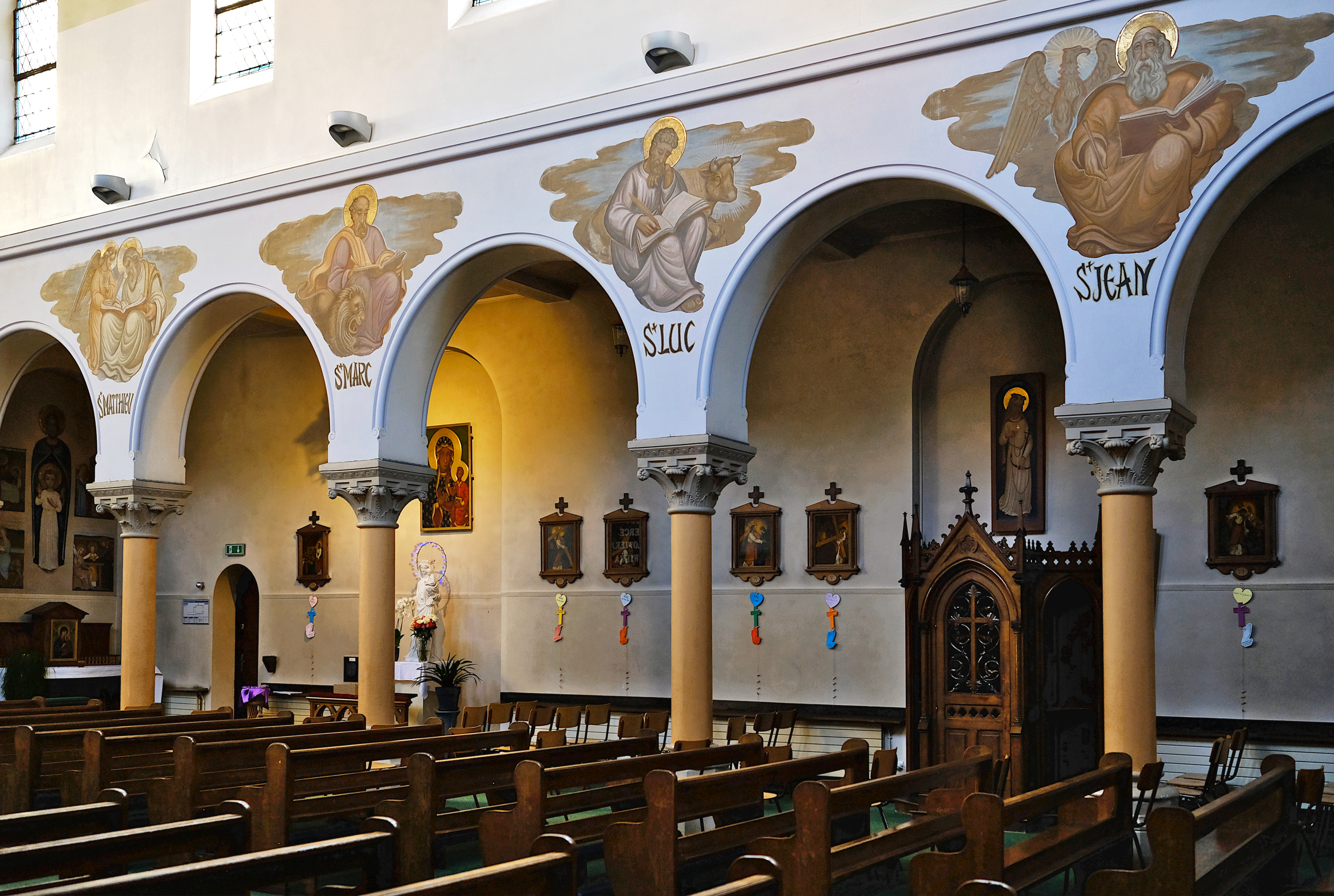
Travées décorées.
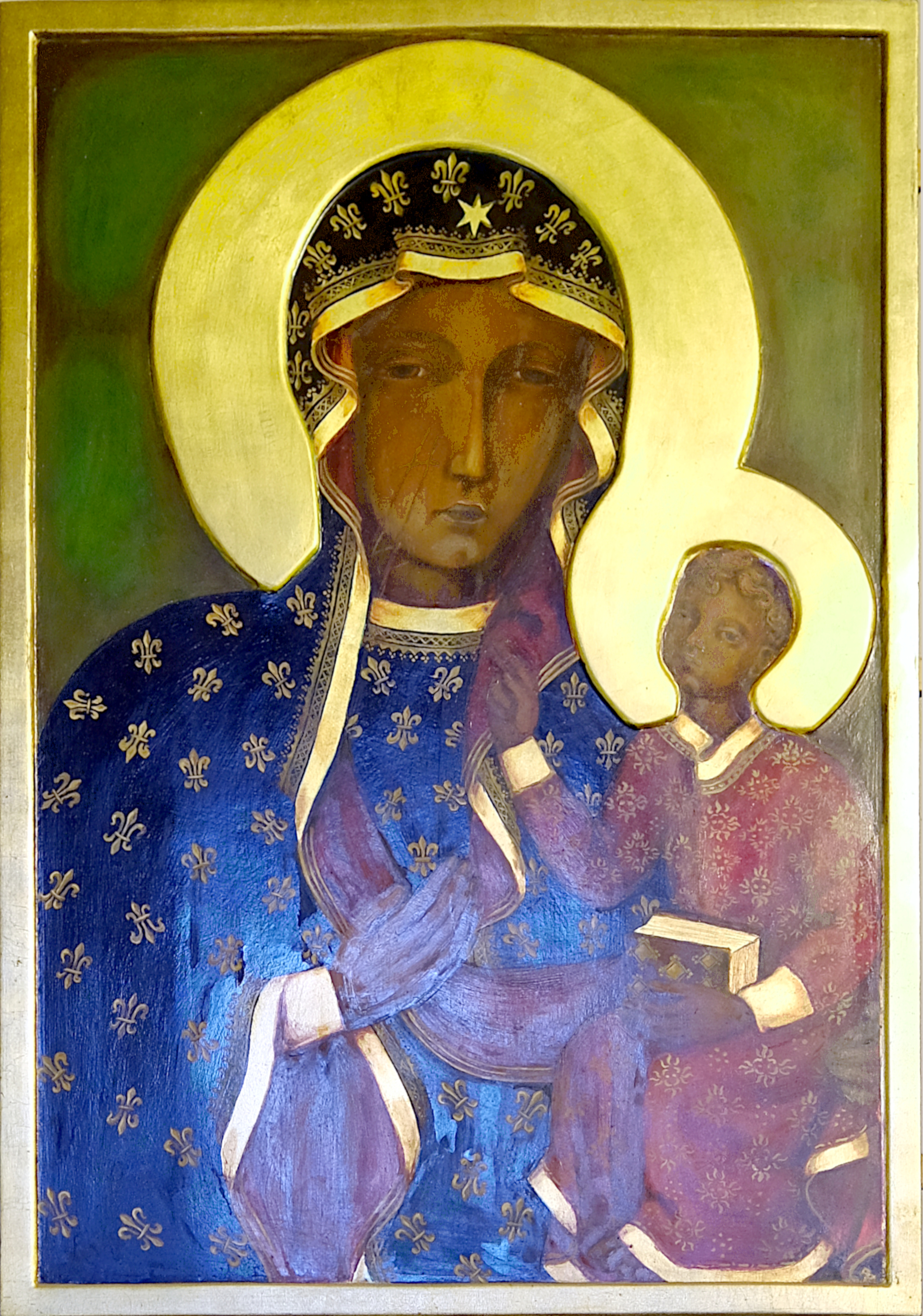
Icône.